# حالت بل
حالت بل (به انگلیسی: Bell state) در مکانیک کوانتومی و علم اطلاعات کوانتومی به مجموعه‌ای از چهار حالت خاص از یک جفت کیوبیت گفته می‌شود که به‌طور کامل درهم‌تنیده هستند. این حالات ساده‌ترین مثال‌های درهم‌تنیدگی کوانتومی بوده و به‌صورت بردارهای پایه نرمالیزه و درهم‌تنیده تعریف می‌شوند. نرمالیزه بودن این حالات به این معنی است که احتمال کلی ذرات برای حضور در یکی از این حالت‌ها برابر ۱ است:  
{\displaystyle \langle \Phi |\Phi \rangle =1.}
درهم‌تنیدگی نتیجه‌ای مستقل از مبنا برای برهم‌نهی است. به دلیل این برهم‌نهی، اندازه‌گیری یک کیوبیت حالت آن را به یکی از حالت‌های پایه با احتمالی مشخص "فرومی‌پاشاند". همچنین، به دلیل خاصیت درهم‌تنیدگی، اندازه‌گیری یکی از کیوبیت‌ها باعث "فروریزش" کیوبیت دیگر به حالتی می‌شود که اندازه‌گیری آن یکی از دو مقدار ممکن را نشان خواهد داد. این مقدار به حالت اولیه دو کیوبیت بستگی دارد.  
حالت‌های بل می‌توانند به حالت‌های خاصی از سیستم‌های چند کیوبیتی، مانند حالت GHZ برای سه یا تعداد بیشتری از زیرسیستم‌ها، تعمیم داده شوند. درک حالت‌های بل برای تحلیل کاربردهای ارتباطات کوانتومی، مانند کدگذاری فوق‌متراکم (superdense coding) و تله‌پورت کوانتومی، بسیار مفید است. این مکانیزم‌ها اطلاعات را سریع‌تر از سرعت نور منتقل نمی‌کنند؛ نتیجه‌ای که به نام قضیه عدم ارتباط (no-communication theorem) شناخته می‌شود.

## تعریف حالت‌های بل
چهار حالت بل در فضای هیلبرت دوکیوبیتی به صورت زیر تعریف می‌شوند:
{\displaystyle |\Phi ^{+}\rangle ={\frac {1}{\sqrt {2}}}\left(|00\rangle +|11\rangle \right),}
{\displaystyle |\Phi ^{-}\rangle ={\frac {1}{\sqrt {2}}}\left(|00\rangle -|11\rangle \right),}
{\displaystyle |\Psi ^{+}\rangle ={\frac {1}{\sqrt {2}}}\left(|01\rangle +|10\rangle \right),}
{\displaystyle |\Psi ^{-}\rangle ={\frac {1}{\sqrt {2}}}\left(|01\rangle -|10\rangle \right).}
در این نمایش:  
- {\displaystyle |0\rangle } و {\displaystyle |1\rangle } حالت‌های پایه در فضای تک‌کیوبیتی هستند.
- {\displaystyle |ij\rangle } نشان‌دهنده ترکیب حالت‌های دو کیوبیت است.

## ایجاد حالت‌های بل از طریق مدارهای کوانتومی
ایجاد حالت‌های بل می‌تواند با استفاده از مدارهای کوانتومی ساده انجام شود. برای مثال:  
- از دو کیوبیت در حالت پایه {\displaystyle |00\rangle } شروع می‌کنیم.
- ابتدا یک گیت هادامارد (Hadamard gate) روی اولین کیوبیت اعمال می‌شود:

```
 

  

    

      

        
H

        

          
|

        

        
0

        
⟩

        
=

        

          

            
1

            

              
2

            

          

        

        
(

        

          
|

        

        
0

        
⟩

        
+

        

          
|

        

        
1

        
⟩

        
)

        
.

      

    

    
{\displaystyle H|0\rangle ={\frac {1}{\sqrt {2}}}(|0\rangle +|1\rangle ).}

  

```

- سپس یک گیت CNOT (Controlled-NOT gate) بین دو کیوبیت اعمال می‌شود که حالت بل را ایجاد می‌کند:

```
 

  

    

      

        
C

        
N

        
O

        
T

        

          
(

          

            

              

                

                  

                    
|

                  

                  
0

                  
⟩

                  
+

                  

                    
|

                  

                  
1

                  
⟩

                

                

                  
2

                

              

            

            

              
|

            

            
0

            
⟩

          

          
)

        

        
=

        

          

            

              

                
|

              

              
00

              
⟩

              
+

              

                
|

              

              
11

              
⟩

            

            

              
2

            

          

        

        
.

      

    

    
{\displaystyle CNOT\left({\frac {|0\rangle +|1\rangle }{\sqrt {2}}}|0\rangle \right)={\frac {|00\rangle +|11\rangle }{\sqrt {2}}}.}

  

```

این فرآیند می‌تواند برای ایجاد سایر حالت‌های بل نیز اصلاح شود.

## اندازه‌گیری در مبنای بل
اندازه‌گیری در مبنای بل (Bell-state measurement) فرآیندی است که در آن دو کیوبیت بررسی می‌شوند تا مشخص شود که در یکی از چهار حالت بل قرار دارند یا خیر. این روش شامل اعمال گیت‌های واحدی مانند گیت هادامارد و CNOT و سپس اندازه‌گیری در مبنای محاسباتی (computational basis) است.  
اندازه‌گیری در مبنای بل یکی از اجزای اصلی در پروتکل‌های تله‌پورت کوانتومی و ارتباطات کوانتومی است.

## ویژگی‌های حالت‌های بل
1. درهم‌تنیدگی کامل:

```
  حالت‌های بل نمونه‌هایی از بیشترین میزان درهم‌تنیدگی ممکن هستند. این بدان معناست که اندازه‌گیری یکی از ذرات وضعیت دیگری را به‌طور کامل مشخص می‌کند، حتی اگر از هم فاصله داشته باشند.
```

1. غیرمحلی بودن:

```
  این حالات ویژگی غیرمحلی مکانیک کوانتومی را نشان می‌دهند، جایی که اندازه‌گیری بر روی یک ذره فوری بر دیگری تأثیر می‌گذارد.
```

1. تقارن:

```
  حالت‌های بل تحت عملیات واحدی در فضای هیلبرت قابل تغییر یا جابه‌جایی هستند. این ویژگی در الگوریتم‌های کوانتومی و تصحیح خطای کوانتومی اهمیت دارد.
```

1. پایداری کوانتومی:

```
  این حالات نسبت به نویزهای خاصی مقاومت بیشتری دارند که آن‌ها را برای کاربردهای عملی مناسب می‌سازد.
```

## کاربردها
- ارتباطات کوانتومی:

```
 در 
توزیع کلید کوانتومی
 (QKD) مانند پروتکل‌های 
BB84
 و E91 برای ایجاد کانال‌های امن.
```

- تله‌پورت کوانتومی:

```
 انتقال اطلاعات کوانتومی بدون ارسال فیزیکی ذرات.
```

- آزمایش‌های بنیادی:

```
 آزمایش 
نابرابری بل
 برای بررسی غیرمحلی بودن مکانیک کوانتومی.
```

- رایانش کوانتومی:

```
 در ساخت 
گیت‌های کوانتومی
 و پیاده‌سازی الگوریتم‌های کوانتومی استفاده می‌شوند.
```

## تاریخچه
نام «حالت بل» به افتخار جان استوارت بل (John Stewart Bell) انتخاب شده است. بل در دهه ۱۹۶۰ نابرابری بل را معرفی کرد، که راهی برای آزمودن پیش‌بینی‌های مکانیک کوانتومی در برابر نظریه‌های کلاسیک متغیرهای پنهان ارائه داد. در دهه ۱۹۸۰، آلن اسپکت (Alain Aspect) آزمایش‌های تجربی انجام داد که پیش‌بینی‌های مکانیک کوانتومی را تأیید کرد و نقش حالت‌های بل را در این زمینه برجسته کرد.

## مفاهیم مرتبط
- آزمایش ذهنی استوارت بل
- درهم‌تنیدگی کوانتومی
- نابرابری بل
- اندازه‌گیری کوانتومی
- حالت‌های GHZ